# Dimorphocarpa candicans
Dimorphocarpa candicans är en korsblommig växtart som först beskrevs av Constantine Samuel Rafinesque, och fick sitt nu gällande namn av Reed Clark Rollins. Dimorphocarpa candicans ingår i släktet Dimorphocarpa och familjen korsblommiga växter. Inga underarter finns listade i Catalogue of Life.